# معرض فيلنيوس للكتاب

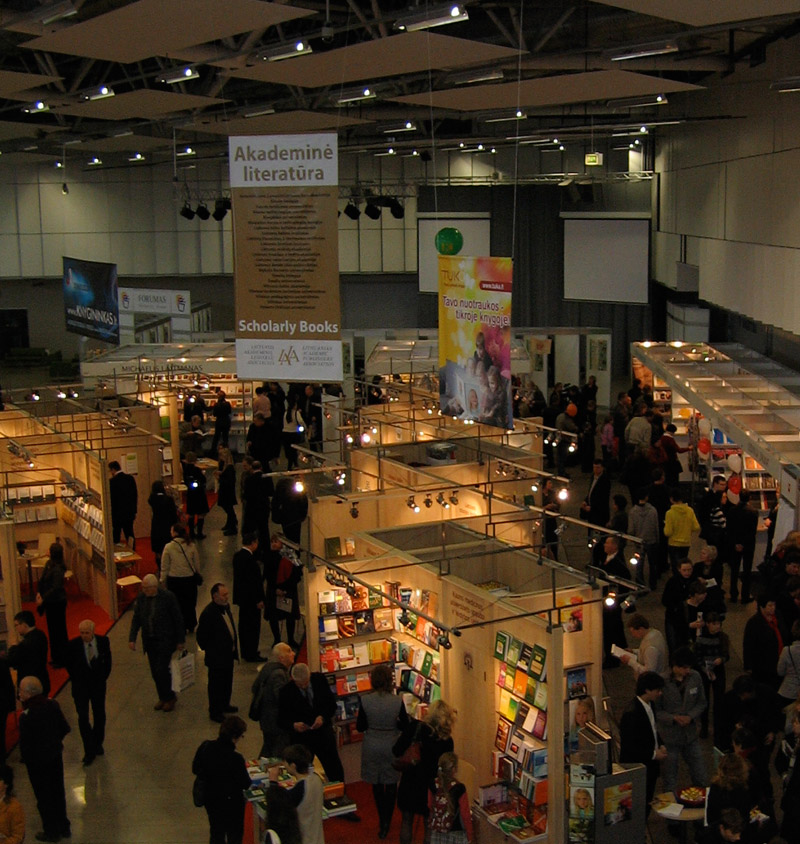
معرض فيلنيوس في عام 2009.

معرض فيلنيوس للكتاب هو أكبر معرض سنوي للكتاب في دول البلطيق,بُقام في فيلنيوس عاصمة ليتوانيا. يعقد في الفترة ما بين 12 إلي 15 فبراير في مركز ليتيكسبو للمعارض.
في عام 2009 احتفل المعرض بالذكرى الثانوية العاشرة لتاريخ إنشائه.